# Ministarstvo turizma i sporta Republike Hrvatske
Ministarstvo turizma i sporta  ↓n1 središnje je tijelo državne uprave u Republici Hrvatskoj koje obavlja upravne i druge poslove koji se odnose na: turističku politiku Republike Hrvatske, Strategiju razvoja hrvatskog turizma; razvoj i investicije u turizmu; razvitak zdravstvenog, kontinentalnog, nautičkog, kongresnog, pustolovnog, kulturnog, omladinskog i drugih selektivnih oblika turizma; unapređivanje i razvoj malog i srednjeg poduzetništva u turizmu i ugostiteljstvu; stratešku podršku unaprjeđenju i podizanju kvalitete svih smještajnih oblika u turizmu, podršku investitorima te promicanje održivog razvoja turizma, sanacijske programe u vezi s restrukturiranjem hotelsko-ugostiteljskih tvrtki, praćenje i sudjelovanje u procesu privatizacije, razvoj digitalnog turizma, razvoj turističke infrastrukture, konkurentnost turističkog gospodarstva, podršku razvoju obrazovnog sustava u turizmu kroz centre kompetencije i promociju zanimanja i obrazovanja u turizmu, poticanje inovativnosti i kreativnosti u turizmu kroz podršku osnivanja think tankova i poduzetničkih inkubatora u turizmu, promicanje interesa hrvatskog turizma u zemlji i inozemstvu; nadzor sustava turističkih zajednica; turističku i ugostiteljsku statistiku; stanje i pojave na području turističkih i ugostiteljskih usluga; međunarodnu suradnju u vezi s turizmom; djelovanje instrumenata gospodarskog sustava i mjera gospodarske politike na razvoj ponude i pružanje turističkih i ugostiteljskih usluga i poslovanje turističkih i ugostiteljskih gospodarskih subjekata; uvjete obavljanja turističke i ugostiteljske djelatnosti, praćenje i analiziranje kvalitete turističke ponude, turističkih i ugostiteljskih usluga, uvođenje međunarodnih standarda kvalitete ponude smještaja i usluga; kategorizaciju turističkih i ugostiteljskih objekata; unapređivanje turističke i ugostiteljske djelatnosti te koordinaciju i suradnju s drugim ministarstvima u pitanjima od značaja za turistički sektor.
Ministarstvo obavlja upravne i stručne poslove koji se odnose na razvoj sporta, bavljenje sportom i tjelesnom kulturom, unapređenje rekreativnog, zdravstvenog, školskog, sveučilišnog, amaterskog, profesionalnog, natjecateljskog i promotivnog značaja sporta i sportaša, predlaganje i provođenje propisa o organizaciji i djelovanju sporta, sportskih klubova, udruga i saveza, financiranje sportskih programa i programa razvoja sporta, stručne poslove u pitanjima unapređenja sportskih djelatnosti, kategorizaciji sportova i sportaša, predlaganje i provođenje propisa o zdravstvenim, obrazovnim, radnim, mirovinskim i drugim oblicima potpore i priznanja vrhunskim sportašima, predlaganje nacionalnog programa razvoja sporta i ukupan upravni i inspekcijski nadzor sportskih djelatnosti; sudjeluje u pripremi programa i projekata te provedbi projekata iz programa Europske unije i ostalih oblika međunarodne pomoći.
Ministarstvo sudjeluje s ministarstvom nadležnim za upravljanje državnom imovinom u poslovima upravljanja i raspolaganja dionicama i poslovnim udjelima trgovačkih društava koji čine državnu imovinu u vlasništvu Republike Hrvatske te u pogledu trgovačkih društava koja se pretežno bave djelatnostima iz područja propisane nadležnosti ovoga Ministarstva.
Ministarstvo obavlja poslove koji se odnose na sudjelovanje Republike Hrvatske u radu tijela Europske unije te surađuje i s drugim međunarodnim institucijama sukladno svojoj nadležnosti i djelokrugu.
Ministarstvo obavlja i druge poslove koji su mu stavljeni u nadležnost posebnim zakonom.

## Ministri
Aktualni ministar turizma i sporta Republike Hrvatske je Tonči Glavina.

## Poveznice
- Državna uprava u Hrvatskoj